# 琴浦町立八橋小学校
琴浦町立八橋小学校（ことうらちょうりつ やばせしょうがっこう）は、鳥取県東伯郡琴浦町八橋にある公立小学校。

## 沿革
- 1873年（明治6年）4月5日 - 体玄寺の本堂を校舎として創立。
- 1874年（明治7年） - 移転（八橋駅前の旧校地・当時鉄道は未開通）。
- 1879年（明治12年）9月 - 八橋郡第七番学区八橋小学校と改称。
- 1887年（明治20年）5月 - 八橋尋常小学校及び八橋簡易小学校の二つに分かれる。
- 1890年（明治23年） - 八橋小学校と改称。
- 1898年（明治31年）4月1日 - 高等科を併置して八橋尋常高等小学校となる。
- 1941年（昭和16年）4月1日 - 国民学校令により八橋国民学校と改称。
- 1947年（昭和22年）4月1日 - 学制改革により八橋町立八橋小学校と改称、南校舎半分を貸譲し八橋町立八橋中学校が開校。
- 1951年（昭和26年）8月23日 - 八橋中学校、統合の新校舎に移転。
- 1954年（昭和29年）2月1日 - 町村合併により東伯町立八橋小学校と改称。
- 1969年（昭和44年）12月 - 現在地に校舎新築移転。
- 2004年（平成16年）9月1日 - 東伯町・赤碕町の合併により琴浦町発足に伴い、琴浦町立八橋小学校と改称。

## 通学区域
- 大字八橋（八橋1～7区・岩本・コーポラスことうら・立石区・ガーデンヒルズ立石台・大灘団地・大成）、笠見、田越、保（1～3区）、丸尾（寿団地）、徳万（とうはくハイツ）[1][2]

## 進学先中学校
- 琴浦町立東伯中学校

## 校区内の主な施設
- 有限会社山本おたふく堂
- 琴浦町東伯総合公園

## 交通アクセス
- 西日本旅客鉄道（JR西日本）山陰本線 八橋駅より徒歩8分
- 日ノ丸バス赤碕線「八橋駅前」より徒歩8分